# Пйотрковський повіт
Пйотрковський повіт (пол. powiat piotrkowski) — один з 21 земських повітів Лодзького воєводства Польщі.
Утворений 1 січня 1999 року в результаті адміністративної реформи.

## Географія
Річки: Мощениця.

## Загальні дані
Повіт знаходиться у південній та центральній частині воєводства.
Адміністративний центр — місто Пйотркув-Трибунальський (не входить до складу повіту).
Станом на 1.01.2008 населення становить 90 392 осіб, площа 1428,77 км².

## Демографія
Демографічні дані повіту станом на 31 grudnia.2007:
|       | Всього | Всього | Жінки | Жінки | Чоловіки | Чоловіки |
| ----- | ------ | ------ | ----- | ----- | -------- | -------- |
|       | осіб   | %      | осіб  | %     | осіб     | %        |
| Повіт | 90392  | 100    | 46033 | 50,9  | 44359    | 49,1     |
| Міста | 6360   | 100    | 3233  | 50,8  | 3127     | 49,2     |
| Села  | 84032  | 100    | 42800 | 50,9  | 41232    | 49,1     |